# لاري هولمز
لاري هولمز (بالإنجليزية: Larry Holmes)‏ مواليد 3 نوفمبر 1949 في جورجيا، الولايات المتحدة، هو ملاكم أمريكي يصنف ضمن فئة الوزن الثقيل. حقق بطولة المجلس العالمي للملاكمة وبطولة الاتحاد الدولي للملاكمة.

## إحصائيات
خاض خلال مسيرته 75 نزالا، فاز في 69 وخسر في 6. فاز بالضربة القاضية في 44 نزالا.

## وصلات خارجية
- لاري هولمز على موقع بوكس ريك (الإنجليزية) (registration required)

- الموقع الرسمي